# ون بيس (لعبة فيديو)
ون بيس (بالإنجليزية: One Piece)‏ وتعرف أيضًا باسم شونن جمبز ون بيس (بالإنجليزية: Shonen Jump's One Piece)‏ هي لعبة فيديو منصات وبيتم أب ثنائية الأبعاد لغيم بوي أدفانس استنادًا إلى 4كيدز من أنمي ون بيس. طورت ديمبس اللعبة ونشرتها بانداي، وصدؤ في 7 سبتمبر 2005. هذه اللعبة هي لعبة ون بيس الوحيدة التي صدرت حصريًا للولايات المتحدة، وأول لعبة ون بيس لا إصدار لها في اليابان.

## الحبكة
«تابع مغامرات مونكي دي لوفي وقراصنة قبعة القش واستكشف الخط الكبير بحثًا عن الكنز الشهير، استخدم قدراتك لهزيمة مشاة البحرية وقراصنة البحر الآخرين الذين تصادفهم في رحلتك!»
على غرار أول لعبة فيديو من ون بيس، ون بيس: بيكوم ذا بايرت كينغ!، اللعبة الرئيسية تغطي إيست بلو ساغا.

## أسلوب اللعب
تحكم في مونكي دي لوفي من خلال المراحل المصممة على منصات، مع نظام زر واحد. رورونوا زورو (المسمى «رورونوا زولو» لتتناسب مع اسم 4كيدز)، وأعضاء الطاقم الآخرين الذين يمكنهم استخدام الاستدعاء وتظهر ما مجموعه 15 شخصية في وضع القصة. هناك 12 وعيمًا مختلفًا مثل سموكر وباغي (يُطلق عليهم اسم «تشايسر» لمطابقة اسم 4كيدز). هناك عناصر تظهر في المانغا والأنمي تستخدم ككنز قابل للتحصيل، ويمكن للاعب إعادة النظر في المراحل التي مسحت بالفعل للعثور عليها. تحتوي المراحل أيضًا على كائنات بيئة تفاعلية.

## التقييم
| التقييم |        |
| --- | ------ |
| الدرجات الإجمالية المجموع نقاط غيم رانكينغز 72.30% [ 2 ] ميتاكريتيك 76/100 [ 3 ] نتائج المراجعة نشرة نقاط غيم سباي [ 4 ] نينتندو باور 8/10 [ 5 ] |        |
| الدرجات الإجمالية |        |
| المجموع | نقاط   |
| غيم رانكينغز | 72.30% |
| ميتاكريتيك | 76/100 |
| نتائج المراجعة |        |
| نشرة | نقاط   |
| غيم سباي | [ 4 ]  |
| نينتندو باور | 8/10   |

حصلت اللعبة على تقييم إيجابي متوسط عند الإصدار، حيث أعطتها غيم رانكينغز 72.30٪، بينما أعطتها ميتاكريتيك 76 من أصل 100.

## أمور تافهة
تستخدم هذه اللعبة بعض الأصول من لعبة ون بيس غراند باتل: سوان كولوسوم على وندر سوان كلر، وهي لعبة حصرية في اليابان.